# Акі та солона риба
Акі та солона риба — ямайська національна страва, приготовлена з фрукту акі та солоної тріски.

## Історія
Фрукт акі є національним плодом Ямайки. Він був завезений в Карибський басейн з Гани до 1725 року, оскільки «Акі» - це інша назва народу акан, ачем. Наукову назву фрукта дано на честь капітана Вільяма Блая, який доставив плід з Ямайки до Королівського ботанічного саду в К'ю (Англія) в 1793 році, і представив його науці. Оскільки деякі частини фруктів токсичні, наприклад, бруньки та шкірка на стадії дозрівання, існують обмеження на транспортування при імпорті до таких країн, як США. Солона тріска була завезена на Ямайку для рабів як довговічне та недороге джерело білка.

## Приготування
Щоб приготувати страву, солону тріску обсмажують з вареним акі, цибулею, перцем, помідорами, потім приправляють такими спеціями, як перець та паприка. Його можна прикрасити беконом та помідорами, і зазвичай його подають на сніданок разом з плодами хлібного дерева, хлібом з твердого тіста, дамплінгами або вареними зеленими бананами.
Акі та солону рибу також можна їсти зі стравою рис з квасолею або звичайним білим рисом. Коли приправи (цибуля, цибуля-татарка, чебрець, часник) і солона риба поєднуються зі звичайним рисом, це часто називають «приправленим рисом», який може бути приготовлений одній каструлі, включаючи акі.

## У поп-культурі
Акі та солона риба вважаються національною стравою Ямайки. За даними The Guardian, ямайський спринтер Усейн Болт часто їсть на сніданок акі та солону рибу. У хіті 1956 року «Прощання з Ямайкою» співається: «Ackee rice, saltfish are nice».